# Antoine Seilern
El conde Antoine Seilern (17 de septiembre de 1901-6 de julio de 1978) fue un coleccionista de arte e historiador del arte. De nacionalidad anglo-austríaca, está considerado junto con Denis Mahon como uno de los pocos coleccionistas importantes que fue también un erudito respetado. La mayor parte de su colección fue legada al Instituto de Arte Courtauld y gran parte de las piezas que la componen son exhibidas en la Courtauld Gallery en Londres.

## Primeros años
El conde Antoine Edward Seilern und Aspang nació el 17 de septiembre de 1901 en Frensham Place, Farnham, en Surrey, Inglaterra. Era el menor de los tres hijos del conde Carl Seilern und Aspang (1866–1940) y de la heredera estadounidense Antoinette "Nettie", de soltera Woerishoffer (1875-1901). Por lo tanto, disfrutó de la ciudadanía de Austria y del Reino Unido. Sus antepasados paternos habían sido ennoblecidos tras verse favorecidos por la promulgación de la Pragmática Sanción de 1713. La hermana de su padre, Ida, estaba casada con Phillip Hennessy, cuya hermana Nora era la esposa del Real Académico Lord Methuen.
Sus hermanos mayores eran, el conde Charles Hugo ("Chappie"), nacido en 1899, y el conde Oswald Seilern, nacido en 1900. Su madre murió cinco días después de su nacimiento. Los tres hermanos Seilern dividieron su tiempo entre su abuela materna, Anna Woerishoffer, en la ciudad de Nueva York, y su padre en Londres y Viena, en la compañía de niñeras e institutrices (y con frecuencia acompañados por el artista estadounidense nacido suizo Adolfo Müller-Ury), aunque hasta que Estados Unidos entró en la Primera Guerra Mundial la señora Woerishoffer permaneció entre 1912 y 1916 con sus nietos en Viena. La riqueza de Anna Woerishoffer procedía principalmente de su periódico neoyorquino en lengua alemana, el New Yorker Staats-Zeitung, y del éxito de su difunto esposo en Wall Street. Seilern, como sus hermanos mayores, creció con la pasión por las carreras de caballos y la práctica del tiro.

## Educación y carrera empresarial

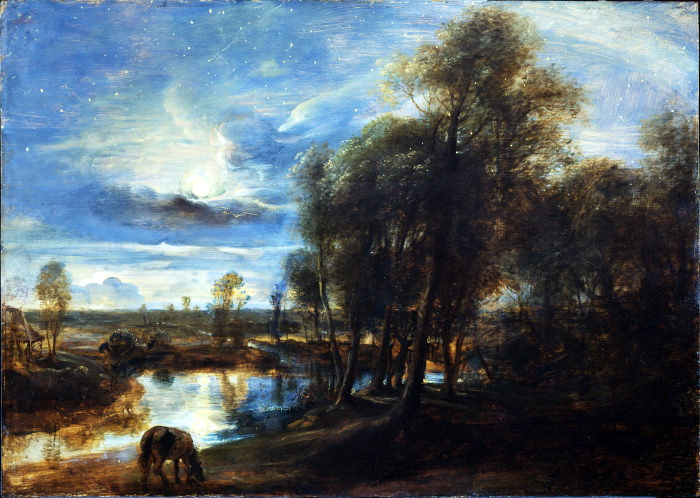
Peter Paul Rubens, Paisaje a la luz de la luna, óleo sobre tabla 1635–1640, 64 x 90 cm; ahora en la Galería Courtauld

Después de la Primera Guerra Mundial, Seilern renunció a su ciudadanía austriaca. Sin embargo, a pesar de esto, se graduó en 1920 en el Realgymnasium en Viena antes de asistir a la  Wiener Handelsakademie (1920–1921) y luego, a principios de 1922, se matriculó en la Technische Hochschule hasta 1924 para obtener un certificado de ingeniería. Posteriormente trabajó brevemente para una compañía maderera yugoslava, y se dedicó a las finanzas en Viena.

## Coleccionismo y el estudio de la historia del arte

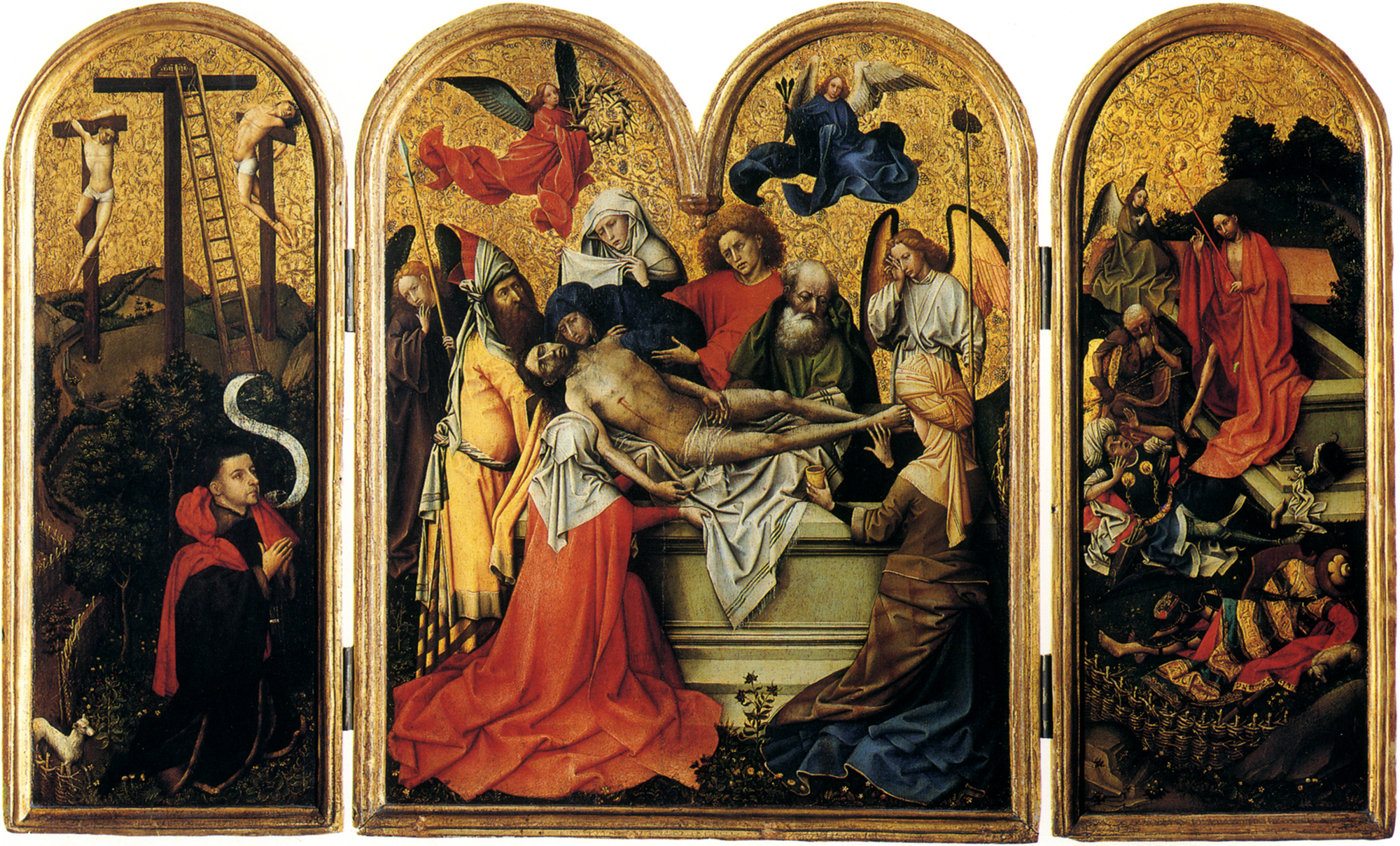
Tríptico Seilern: El Entierro de Cristo, pintura y pan de oro sobre tabla, pintado hacia 1425, atribuido a Robert Campin (1375/1379-1444), Galería Courtauld

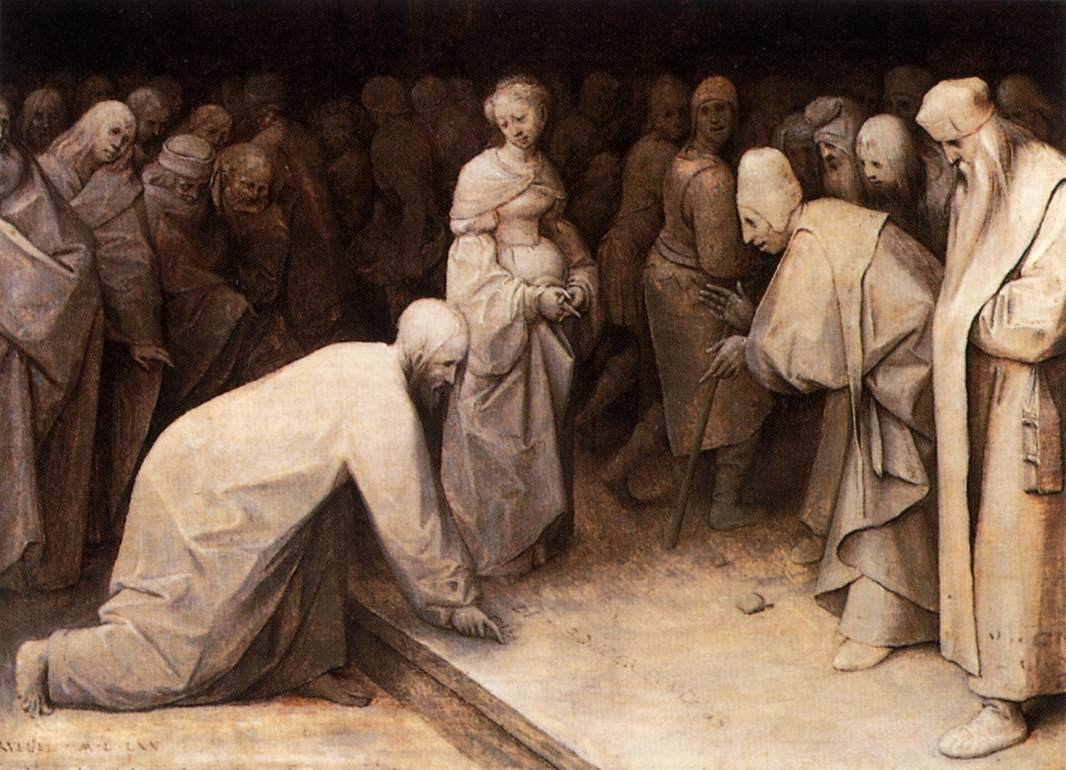
Cristo y la mujer adúltera por Pieter Bruegel, Courtauld

Un viejo amigo de Viena, el anciano conde Karol Lanckoronski (un gran hombre de enorme encanto, que tenía una excelente colección de arte en su palacio en Viena), persuadió a Seilern para que se iniciara en el coleccionismo de arte, y en 1931, después de la muerte de su abuela, cuando recibió su parte de una herencia enorme, pudo dedicarse al estudio de la historia del arte y al coleccionismo de alto nivel. Durante los años de 1930 a 1933 viajó ampliamente, particularmente a África, en safaris a la búsqueda de grandes piezas cinegéticas (como atestiguaban los trofeos que podían verse en su casa en Princes Gate después de la guerra) aunque sus maletas supuestamente siempre estaban llenas de libros de arte. Incluso adquirió la licencia de piloto en Berlín.
Aun así, en 1933, el conde Karl Wilczek, otro amigo de la familia que también era historiador del arte, le recomendó a Seilern tomar clases particulares con el gran historiador del arte húngaro Johannes Wilde, muy pronto un mentor que acabó siendo también un amigo de por vida. Poco después, Seilern se matriculó en la Universidad de Viena para estudiar historia del arte con Karl Maria Swoboda, Julius Schlosser y Hans Sedlmayr. Inusualmente, quizás, en la universidad también recibió formación en Kinderpsychologie (psicología infantil), impartida por una dama que había sido alumna de Sigmund Freud y respaldado por su amigo Jan van Gelder. Seilern escribió su tesis doctoral sobre las influencias venecianas en las pinturas de techo de Rubens (Die venezianischen Voraussetzungen der Denkenmalerei des Peter Paul Rubens) que completó en 1939. Rubens siguió siendo su pasión el resto de su vida y más tarde remarcó: "Todo lo relacionado con Rubens me interesa."
Entretanto, Seilern había empezado a coleccionar con gran seriedad, y Wilde, y Ludwig Burchard, el gran erudito sobre Rubens, le aconsejaban. Su colección de pinturas de Rubens pronto incluyó Paisaje a la luz de la luna (que una vez fue propiedad de Sir Joshua Reynolds), y una gran cantidad de pinturas, dibujos, copias y modelli también de Rubens, así como bocetos al óleo de Tiépolo y otros maestros. En el período de entreguerras y mientras estudiaba en Viena, había mantenido su fondo de arte en un apartamento en la Brahmsplatz 1.

## La Segunda Guerra Mundial

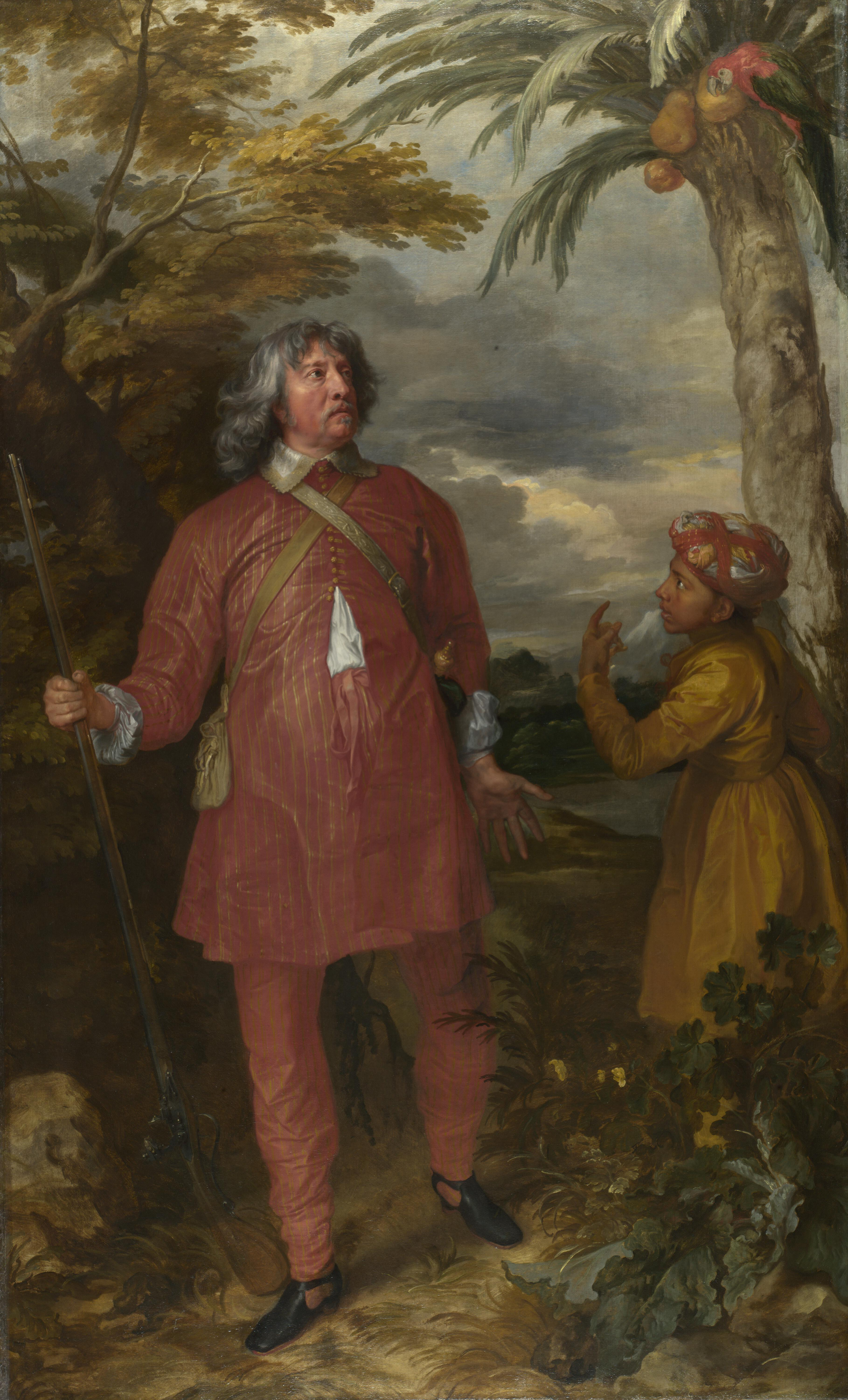
Retrato de William Feilding, primer Conde de Denbigh (1582-1643), óleo sobre tela, pintado en 1633 o 1634 por Anton van Dyck (1599–1641), donado por Antoine Seilern a la Galería Nacional en 1945

Con la anexión de Austria por la Alemania nazi en 1938, y debido a su ciudadanía británica (aparentemente colgó la Unión Jack en su casa en Viena), Seilern decidió en 1939 regresar a Inglaterra, trayendo con él su ya amplio fondo de arte y su biblioteca. Instalado en Inglaterra, ahora sería capaz de proporcionar financiación a otro historiador del arte para que pudiera huir de la Austria ocupada, Ludwig Münz, así como ayudar a Johannes Wilde y su esposa judía a dejar Viena. El director de la Galería Nacional, Sir Kenneth Clark, patrocinó a Wilde, quien se reunió con Seilern en Aberystwyth (Gales) donde su colección era bastante importante como para ser escondida con obras de arte de la Galería Nacional y de la Colección Real. Seilern luego se alistó en el ejército británico (aunque ya tenía treinta y ocho años), sirviendo en la Artillería Real, y en 1940 se ofreció de inmediato como voluntario en la desastrosa campaña ruso-finlandesa, huyendo en solitario de la ocupada Noruega. Fue al final de la Segunda Guerra Mundial, cuando actuaba como intérprete de alemán en el Cuerpo de Inteligencia Británico, que  apareció en la puerta del profesor Jan van Gelder en Ámsterdam para recoger tres bocetos al óleo de Rubens que Seilern había comprado de la colección Koenig en 1940 y depositado como "propiedad sueca" en un banco de Ámsterdam.
Cuando la guerra estaba en su apogeo Seilern adquirió El Entierro con donante y la Resurrección (ahora llamado Tríptico Seilern) del "Maestro de Flémalle", ahora unánimemente identificado como Robert Campin, una de sus mejores compras, que adquirió en Christie's como trabajo atribuido a Adrián Isenbrandt en 1942.

## Coleccionismo y catalogación de arte 1945–1978

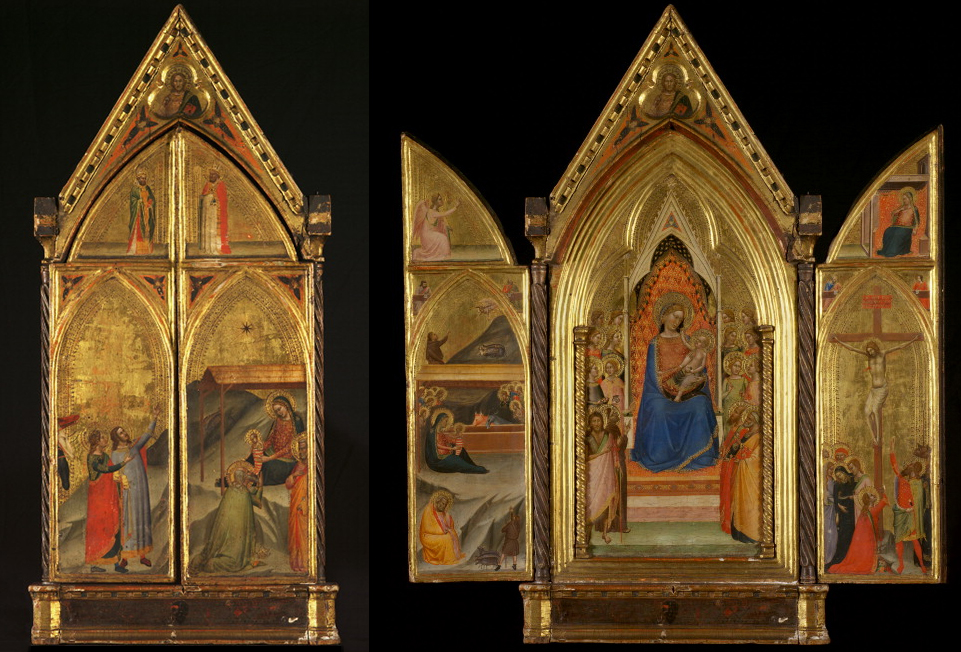
Bernardo Daddi, Tríptico: La Virgen y el Niño entronizada con santos, témpera y pan de oro sobre tabla, datado en 1338; Galería Courtauld (mostrado cerrado y abierto)

Seilern regresó a Londres al final de la guerra para vivir en un gran casa sombría que había adquirido en el 56 de Princes Gate, South Kensington, donde rara vez se levantaban las persianas y la luz eléctrica se evitaba todo lo posible porque decía que distorsionaba la percepción de los colores de los cuadros. La planta baja estaba dedicada a su enorme biblioteca de arte, y por lo tanto, los cuadros estaban colgados principalmente en el primer piso, bien espaciados, como en un museo. Otras habitaciones en la casa, naturalmente, también tenían cuadros: por ejemplo, en el segundo piso había una habitación decorada con mucho encanto llamada habitación de las tarjetas, la cual raramente era mostrada a los visitantes pero en la que, finalmente, colgó sus Tiépolos, y detrás de esta había un estudio privado, con un grupo de cuadros impresionistas que incluían varios de los últimos años de Cézanne.
Una vez finalizada la guerra, retomó el coleccionismo de obras de arte, comprándolas en privado mayoritariamente más que en subastas, nunca a partir de una fotografía, y nunca cuando un comerciante le presionaba. Los cuadros dejados 'en proceso de aprobación' con frecuencia eran devueltos. Dedicó mucho tiempo a estudiarlos en profundidad y a catalogarlos con precisión, aunque fue también un generoso benefactor anónimo de las colecciones públicas; por ejemplo, prestó algunas de sus obras de arte a exposiciones celebradas en el Museo Británico (cedió sus dibujos de Miguel Ángel a la exposición de 1975 - lo que no habría hecho de no ser porque se celebró en honor de su amigo Johannes Wilde), y en 1945 donó anónimanente a la Galería Nacional un fino retrato de William Feilding, primer Conde de Denbigh realizado por Anton van Dyck [NG5633]. También presentó anónimamente al Museo Británico en 1946 la mayoría de la importante colección de dibujos de antiguos Maestros (unos 1250) perteneciente a Sir Thomas FitzRoy Fenwick, que había sido reunida por Sir Thomas Phillipps, primer Baronet en la biblioteca en Thirlestaine House, Cheltenham, y que había sido catalogada por Arthur E. Popham del museo en 1935 y comprada por Seilern en bloque (Seilern se quedó dos docenas de dibujos). Los ingresos de la venta del catálogo de su propia colección, cuando  apareciera, se entregarían al Fondo Nacional de Colecciones de Arte (ahora El Fondo del Arte) y la Fundación Nacional para Lugares de Interés Histórico o Belleza Natural.
Finalmente su colección acabaría incluyendo obras maestras no solo de Rubens (32 pinturas, bocetos al óleo y modelli principalmente, sino también algunas de las copias del artista de antiguos maestros, como el retrato de Baltasar Castiglione de Rafael - y 20 dibujos); 14 copias pequeñas por David Teniers el Joven de cuadros en la colección del Archiduque Leopoldo Guillermo de Austria durante su gobernación de los Países Bajos españoles en 1647-56, una serie de grabados para el libro conocido como Theatrum Pictorium publicado en 1660; y 12 cuadros de Tiépolo (incluyendo seis bocetos al óleo de pinturas para la Iglesia del monasterio de Aranjuez, al sur de Madrid), y cuadros de Claudio de Lorena, Degas, van Dyck, Quentin Massys, Lorenzo Lotto, Magnasco, Manet, Francesco de Mura, Palma el Viejo, Parmigianino, Pittoni, Sebastiano Ricci, y Tintoretto. Había también dibujos de Giovanni Bellini, Pieter Brueghel (una de las colecciones más importantes de sus dibujos de paisajes existente), Hugo van der Goes, dibujos de paisajes de Fray Bartolomeo, Miguel Ángel, Parmigianino, Stefano della Bella, 30 dibujos de o atribuidos a Rembrandt, van Dyck, Canaletto, Francesco Guardi, Watteau, Degas, Cézanne y Picasso, y dibujos y grabados de Alberto Durero. Sorprendentemente quizás, encargó una pintura de techo en forma de tríptico sobre el Mito de Prometeo para el vestíbulo de su casa en Princes Gate a su amigo Oskar Kokoschka. También poseía bronces antiguos chinos, jarrones griegos, manuscritos de los hermanos Limbourg, manuscritos de Holbein, y pinturas alemanas y austriacas. Poseía un retrato al pastel de su madre por Clemens von Pausinger (1894) así como un retrato firmado y datado de él mismo siendo niño pintado por Muller-Ury, que no estaba enmarcado y guardaba en un armario. En 1955 Seilern empezó la publicación de un catálogo en siete volúmenes asistido por Fritz Grossmann de las partes más importantes de la colección, aunque esperó en vano a que Wilde realizara entradas en el catálogo sobre sus importantes dibujos de Miguel Ángel.

## Muerte
Seilern murió en un hospital en Londres a primeras horas del 6 de julio de 1978; tenía 76 años. Fue enterrado el 13 de julio en el cementerio de Frensham, Surrey. Su familia más tarde exhumó el cuerpo y lo reenterró en la cripta familiar en Schloss Schönbühel, aproximadamente a 80 km al oeste de Viena.

## Legado a la Galería Courtauld
Mientras vivía fue persuadido por Johannes Wilde, que pronto sería nombrado por Anthony Blunt director del Instituto de Arte Courtauld de Londres, para dejar la mayoría de las pinturas y dibujos de sus colecciones a la Galería de Arte del Instituto, que ya tenía legados dados por Samuel Courtauld, el vizconde Lee de Fareham, Roger Fry, Mark Gambier-Parry y otro benefactores. El legado se realizó después de su muerte con la condición de ser hecho anónimamente, y nombrarse Colección de Princes Gate.  A su amigo Michael Kitson, otro historiador del arte, le fue asignada la responsabilidad de asegurar que la colección fuera trasladada al Courtauld y apropiadamente mostrada. Esto incluía los dibujos de Miguel Ángel, su colección de Rubens, sus Tiépolos, el techo Kokoschka y la obra maestra de Bernardo Daddi Virgen con el Niño y santos de 1338, que Seilern había adquirido en 1956, así como trabajos modernos de Pissarro, Edgar Degas, Pierre-Auguste Renoir y otros, y dos cuadros de Daubigny y Narcisse Virgilio Díaz que había conservado de la colección de su abuela en Nueva York. El Courtauld también recibió sus escritos relacionados con la colección.
No toda la colección de Princes Gate fue legada al Courtauld, al Kunsthistorisches en Viena se le donaron dos pinturas: una copia de van Dyck de un Tiziano titulado Virgen con el Niño y Santa Dorotea y una pintura de Domenico Fetti llamada El regreso del hijo pródigo. Los sobrinos y sobrinas de Seilern recibieron importantes lotes de obras artísticas de la colección de su tío, como los grabados de Durero, jarrones griegos, pinturas alemanas y austriacas que no figuraban en el catálogo publicado (colgadas principalmente en el dormitorio en Princes Gate), y los cuadros en la granja de Buckinghamshire.

## Carácter y vida personal
Seilern nunca se casó, era extremadamente reservado, y su vida privada está indocumentada a pesar de que su círculo de amistades incluía muchas mujeres, y era evidentemente cariñoso con los cuatro hijos de su hermano Charles, su primo Paul Methuen (cuyos cuadros compraba ocasionalmente, aunque no se los quedaba sino que los regalaba), y disfrutó de largas amistades con académicos como Wilde, Ludwig Burchard, Anthony Blunt, Michael Kitson, e inusualmente, porque también era marchante, James Byam Shaw.
Después de la guerra adquirió Hog Lane Farm en Chesham, Buckinghamshire, donde crio cerdos (el alumnado del Instituto Courtauld de los años 1950 aseguraban haberle visto en el exterior de 20 Portman Place en un coche deportivo con un cerdo de mascota junto a él) y cultivaba orquídeas y fruta que disfrutaba regalando a sus amigos. Por comodidad, a menudo montaba un ciclomotor cuando estaba en Londres.
Era un hombre grande con voz resonante, y según James Byam Shaw poseyó algo de un carácter dual, siendo empresario e intelectual con sus amigos varones, pero con las mujeres de todas las edades desplegaba todo el encanto y maneras de un aristócrata del antiguo Imperio Austrohúngaro.

## Retratos
Fue pintado al menos dos veces de niño por Adolfo Müller-Ury, que era un amigo cercano  de sus padres y que había actuado como ujier en su boda en Nueva York en febrero de 1898, y que, junto con los otros ujieres, había regalado una pitillera de oro a 'Carlo' Seilern como agradecimiento. El primer retrato era un retrato de grupo con sus dos hermanos pintado en Londres en el verano de 1906 y exhibido en Knoedler en Nueva York en diciembre del mismo año. El New York Herald, del 5 de diciembre de 1906, calificó el grupo de 'encantador' y el 8 de diciembre de 1906 comentó '...Los niños tienen aproximadamente 4, 6, y 7 años de edad, y han sido pintados al aire libre.' El segundo era de finales de 1906, en el que aparece con un largo vestido de armiño sujetando un conejo por una cuerda (exhibido en enero de 1907 en la galería Knoedler y en febrero de 1908 en la Galería de Arte Corcoran en Washington D. C.). Ambos cuadros están actualmente en paradero desconocido. La cabeza y hombros de Antoine asomando desde detrás de una cortina roja y datado en 1909 se encontraba en su posesión en Princes Gate a su muerte en 1978 y está ahora en una colección privada en Austria; parece ser una versión reducida del retrato de cuerpo entero que sobrevive en una colección privada en Lucerna, Suiza; el retrato en grupo solo se conoce a través de fotografías.
Muller-Ury también pintó retratos [todos perdidos] de su madre en 1898, dos de su tía Carola Woerishoffer con 13 años en 1898 y póstumamente como adulta (al igual que su hermana murió joven, en un accidente automovilístico), y su querida abuela, la señora de Charles Woerishoffer, sentada ante un lago, alrededor de 1912.

## Publicaciones
Entre 1955 y 1971 Antoine Seilern publicó un catálogo ilustrado de su colección en siete partes; ayudado por Fritz Grossmann. Dedicó el catálogo a su abuela, la señora de Charles Woerishoffer. El catálogo consta de:
- Dibujos y pinturas flamencas en 56 Princes Gate, Londres SW7, 2 volúmenes. Londres: Shenval Press, 1955
- Dibujos y pinturas italianas en 56 Princes Gate, Londres SW7, 2 volúmenes. Londres: Shenval Press, 1959
- Pinturas y dibujos de Escuelas Continentales; Otros flamencos e italianos en 56 Princes Gate, Londres SW7, 2 volúmenes. Londres: Shenval Press, 1961
- Dibujos y pinturas flamencas en 56 Princes Gate, Londres SW7: Addenda. Londres: Shenval Press, 1969
- Dibujos y pinturas italianas en 56 Princes Gate, Londres SW7: Addenda, 2 volúmenes. Londres: Shenval Press, 1969
- Adquisiciones recientes en 56 Princes Gate, Londres SW7, 2 volúmenes. Londres: Shenval Press, 1971
- Corrigenda & addenda al catálogo de dibujos y pinturas en 56 Princes Gate, Londres SW7. Londres: Shenval Press, 1971